# Royal Festival Hall

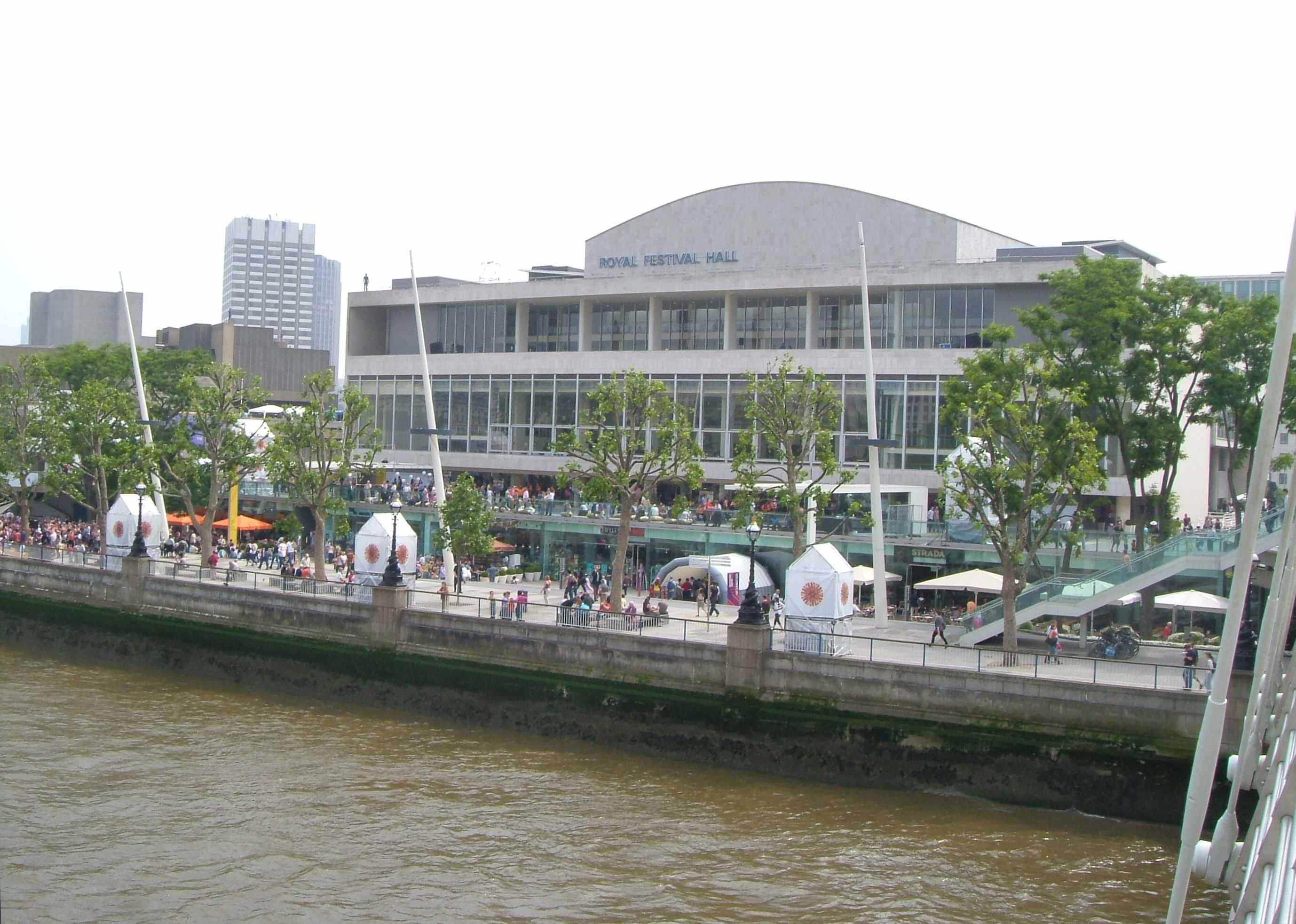
Royal Festival Hall

El Royal Festival Hall es una sala de conciertos, baile y conferencias de Londres. Forma parte del South Bank Centre y es la sede la Orquesta Filarmónica de Londres y de conciertos y recitales de música clásica. Está situada en la zona de South Bank, no muy lejos del Hungerford Bridge y a pocos metros del London Eye. En 1988 fue declarado monumento clasificado de grado I, es el primer edificio posterior a la II Guerra Mundial en recibir esta distinción. El Royal Festival Hall tiene 2900 butacas, el Queen Elisabeth Hall 917 y la Purcell Room 370.

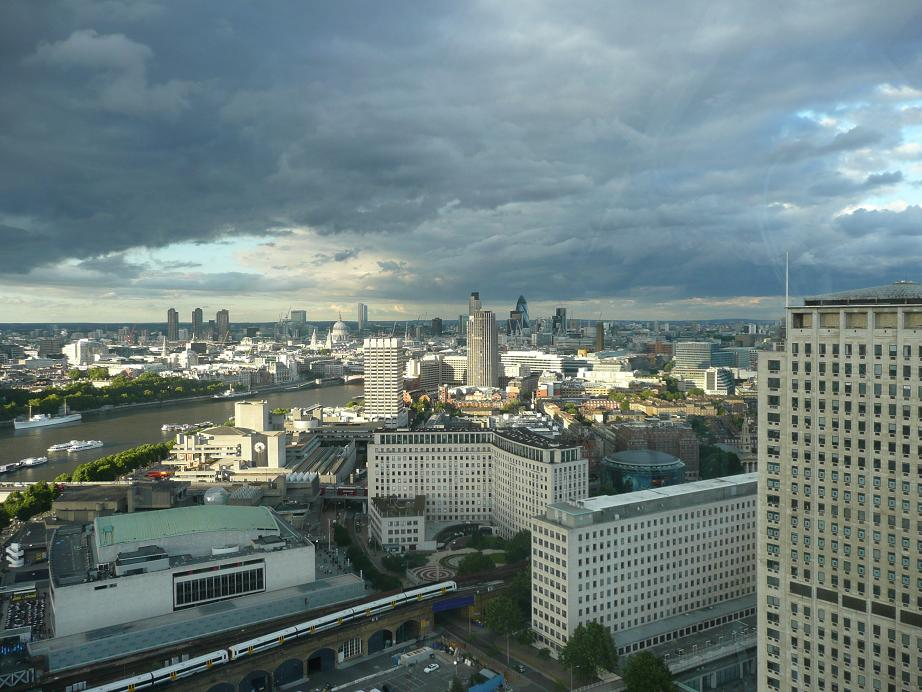
Vista aérea

Esta sala fue construida como parte de las instalaciones para el Festival de Gran Bretaña (Festival of Britain), de 1951, por los arquitectos Robert Matthew y John Leslie Martin, de Holland, Hannon & Cubitts, para el London County Council (alcaldía de Londres) y abrió oficialmente el 3 de mayo de 1951. Fue ampliado en 1962 y desde el final de la década de 1980, el auditorio ha mantenido una política de apertura al público y permite el acceso a sus instalaciones, aunque no haya ninguna actuación. Esto le ha dado mucha popularidad y actualmente es uno de los mejores sitios al aire libre de Londres.
Las estaciones de metro más cercanas son Waterloo y Embankment.
En 1960 el Royal Festival Hall fue la sede del Festival de Eurovisión, que fue presentado por Katie Boyle.